# Soiuz 6
Soiuz 6 (rus: Союз 6, Unió 6) va ser un vol espacial tripulat del programa espacial soviètic com a part de la missió conjunta amb Soiuz 7 i Soiuz 8 que va incolucrar a tres naus espacials Soiuz en òrbita juntes al mateix temps, transportant a set cosmonautes. La tripulació de Gueorgui Xonin i Valeri Kubàsov van realitzar una pel·lícula d'alta qualitat de l'acoblament de les Soiuz 7 i Soiuz 8 però els sistemes de retrobament de les tres naus van fallar.
No se sap actualment quin va ser el problema, però s'ha citat sovint que fou per una prova d'integritat de la pressurització d'heli. La versió de la nau espacial Soiuz 7K-OK utilitzada per a les missions va transportar un equip d'electrònica d'acoblament en forma de tor al voltant de la part del motor en la part del darrere del mòdul de servei. Es creu que va estar pressuritzat amb heli per proporcionar un entorn favorable per a l'electrònica. A continuació, es va expulsar després de l'acoblament per reduir la massa de la nau espacial per a la reentrada. El motiu sobre què va anar malament amb l'electrònica en les tres naus espacials mai ha sigut aclarit.
La tripulació estava formada per Gueorgui Xonin i Valeri Kubàsov, que van dur a terme experiments importants com la soldadura espacial. Van provar tres mètodes: utilitzant un feix d'electrons, un arc de plasma de baixa pressió i un elèctrode consumible. L'aparell va ser dissenyat a l'E. O. Paton Electric Welding Institute, Kíev, Ucraïna. La qualitat de la soldadura va quedar demostrada que no era inferior de les soldadures basades en la Terra.
Després de 80 òrbites terrestre, van aterrar el 16 d'octubre de 1969, 180 km al nord-oest de Karaganda, Kazakhstan.
L'indicatiu de ràdio de la nau espacial fou Antey, referint-se a l'heroi grec Antaeus, però cal destacar que en el moment del vol, el nom era utilitzat per l'aeronau més gran d'aleshores, l'Antonov 22 soviètic, fet a Ucraïna. Però a diferència dels indicatius del Soiuz 7 i Soiuz 8, aquest no va ser el cas del nom d'un esquadró d'entrenament militar soviètic, que comença amb la lletra 'a' és Aktif, significant Actiu.

## Tripulació
| Posició         | Cosmonauta                         | Cosmonauta                         |
| --------------- | ---------------------------------- | ---------------------------------- |
| Comandant       | Gueorgui Xonin First vol espacial  | Gueorgui Xonin First vol espacial  |
| Enginyer de vol | Valeri Kubàsov Primer vol espacial | Valeri Kubàsov Primer vol espacial |

### Tripulació de reserva
| Posició         | Cosmonauta        | Cosmonauta        |
| --------------- | ----------------- | ----------------- |
| Comandant       | Vladímir Xatàlov  | Vladímir Xatàlov  |
| Enginyer de vol | Aleksei Ielisèiev | Aleksei Ielisèiev |

### Tripulació en suport
| Posició         | Cosmonauta        | Cosmonauta        |
| --------------- | ----------------- | ----------------- |
| Comandant       | Andrian Nikolàiev | Andrian Nikolàiev |
| Enginyer de vol | Gueorgui Gretxko  | Gueorgui Gretxko  |

## Paràmetres de la missió
- Massa: 6577 kg
- Perigeu: 212 km
- Apogeu: 218 km
- Inclinació: 51,6°
- Període: 88,8 min